# Cabezas Rubias
Cabezas Rubias er en by og kommune i det sydvestlige Spanien i provinsen Huelva. Den har et indbyggertal på 710 (2024) indbyggere.